# Tom Stafford (astronomo)
| 12061 Alena    | 21 marzo 1998     |
| 12533 Edmond   | 2 giugno 1998     |
| 13436 Enid     | 17 novembre 1999  |
| 13688 Oklahoma | 9 settembre 1997  |
| 15904 Halstead | 29 settembre 1997 |

Tom Stafford (...) è un astronomo statunitense.
Il Minor Planet Center gli accredita la scoperta di 40 asteroidi, effettuate tra il 1997 e il 2000.